# Dá-me Um Segundo
Dá-me Um Segundo é o segundo álbum da banda portuguesa D.A.M.A. Originalmente previsto para ser lançado a 9 de Outubro de 2015, o disco foi lançado a 23 de Outubro.
A 16 de Junho de 2015 lançaram o primeiro single do segundo álbum de estúdio, Não Dá, tema que mantém o mesmo registo sonoro do álbum anterior mas revelando evolução e maturidade.
Em Setembro de 2015, a banda começou a promover o álbum, nomeadamente através de vídeos colocados na conta oficial do YouTube fazendo uso da hashtag #DAMEUMSEGUNDO.
A 22 de Setembro de 2015, a banda lançou o segundo single do álbum com a participação do cantor brasileiro Gabriel o Pensador intitulado Não Faço Questão. A música chegou ao número 1 no iTunes em Portugal.
O disco conta com as participações do cantor brasileiro Gabriel o Pensador, em Não Faço Questão, João Pequeno em Primeira Vez e de Player em Tempo pra Quê.
O álbum estreou no primeiro lugar do top de vendas nacional. Na segunda e terceira semanas de vendas manteve-se como o mais vendido.Nas restantes semanas manteve-se no top 10, até à 21.ª semana saindo para o 12.º álbum mais vendido. No total das 55 primeiras semanas de vendas passou 40 delas no top 10.
A 7 de Novembro de 2015 atuaram no Pavilhão Multiusos de Guimarães, sendo o primeiro concerto de apresentação do novo álbum. Mia Rose acompanhou a banda em The Secrets in Silence.
A 13 e 14 de Novembro de 2015 aturam pela primeira vez em dois concertos a solo numa das maiores salas portuguesas, o Campo Pequeno em Lisboa. Ambos os concertos esgotaram e foram de apresentação do novo disco. Os concertos contaram com participações de Mia Rose, Salvador Seixas, João Pequeno, Player, João Só e Abraham Mateo.
Em Janeiro de 2016, após 4 meses de vendas o álbum foi certificado como platina pela AFP por vendas superiores a 15.000 unidades.
A 2 de Março de 2016 venceram nas categorias de Banda do Ano e Melhor Álbum do Ano com Dá-me Um Segundo na gala portuguesa Trend Music Awards. Ainda tinham sido nomeados para Colaboração do Ano com Eu não Faço Questão (com Gabriel O Pensador), Melhor Performance e Música do Ano com Não Dá.
A 12 de Março de 2016 venceram na categoria de Músico Português Favorito na gala de prémios internacional Kids' Choice Awards do canal Nickelodeon contra Agir, Carlão e Filipe Gonçalves.
Em 2016 o tema Não Faço Questão (com Gabriel o Pensador) foi nomeado como Melhor Música nos Globos de Ouro da SIC. Também foram nomeados na categoria Melhor Grupo com o álbum Dá-me Um Segundo, tendo vencido a última.
A 28 de Maio de 2016 atuaram num dos maiores festivais portugueses, no Rock in Rio, com a participação de Gabriel o Pensador como convidado especial para uma plateia perto dos 85 mil espectadores.
A 14 de Julho de 2016 atuaram no festival MEO Marés Vivas para cerca de 25 mil pessoas.
Em Setembro de 2016 foram nomeados novamente na categoria de Best Portuguese Act nos MTV Europe Music Awards, tendo perdido para David Carreira.
A 21 de Outubro atuaram no MEO Arena em Lisboa, "a maior sala do país", com casa cheia.

O álbum está em 17º lugar dos álbuns mais vendidos de sempre a nível nacional.

## Lista de faixas
A lista de faixas do disco foi revelada pelo iTunes na pré-venda do álbum. A versão vendida pela Fnac online na pré-venda teve um tema extra em acústico, foi autografada e incluiu um poster na parte de trás do folheto. Uma semana antes do lançamento, o álbum foi disponibilizado para stream gratuito no serviço MEO Music.
| N.º            | Título                                      | Compositor(es)                                                             | Duração |  |
| 1.             | "Não Dá"                                    | Francisco Pereira, Miguel Coimbra e Miguel Cristovinho                     | 3:48    |  |
| 2.             | "Agora É Tarde"                             | Francisco Pereira, Miguel Coimbra, Miguel Cristovinho e Pedro Castro       | 3:39    |  |
| 3.             | "Calma"                                     | Francisco Pereira, Miguel Coimbra e Miguel Cristovinho                     | 3:42    |  |
| 4.             | "Não Faço Questão" (com Gabriel o Pensador) | Francisco Pereira, Miguel Coimbra, Miguel Cristovinho e Gabriel o Pensador | 4:08    |  |
| 5.             | "Primeira Vez" (com João Pequeno)           | Francisco Pereira, Miguel Coimbra, Miguel Cristovinho e João Pequeno       | 3:58    |  |
| 6.             | "Tempo pra Quê" (com Player)                | Francisco Pereira, Miguel Coimbra e Miguel Cristovinho                     | 3:58    |  |
| 7.             | "Assim Assim"                               | Francisco Pereira, Miguel Coimbra, Miguel Cristovinho e Pedro Castro       | 3:10    |  |
| 8.             | "A Minha Cama"                              | Francisco Pereira, Miguel Coimbra, Miguel Cristovinho e Francesco Meoli    | 3:08    |  |
| 9.             | "Adeus e as Melhoras"                       | Francisco Pereira, Miguel Coimbra, Miguel Cristovinho e João Só            | 3:33    |  |
| 10.            | "Eu Sei"                                    | Francisco Pereira, Miguel Coimbra e Miguel Cristovinho                     | 4:04    |  |
| Duração total: | Duração total:                              | Duração total:                                                             | 37:08   |  |

| Edição exclusiva da Fnac |                                             |                                                                            |         |  |
| N.º                      | Título                                      | Compositor(es)                                                             | Duração |  |
| 1.                       | "Não Dá"                                    | Francisco Pereira, Miguel Coimbra e Miguel Cristovinho                     | 3:48    |  |
| 2.                       | "Agora É Tarde"                             | Francisco Pereira, Miguel Coimbra, Miguel Cristovinho e Pedro de Castro    | 3:39    |  |
| 3.                       | "Calma"                                     | Francisco Pereira, Miguel Coimbra e Miguel Cristovinho                     | 3:41    |  |
| 4.                       | "Não Faço Questão" (com Gabriel o Pensador) | Francisco Pereira, Miguel Coimbra, Miguel Cristovinho e Gabriel o Pensador | 4:08    |  |
| 5.                       | "Primeira Vez" (com João Pequeno)           | Francisco Pereira, Miguel Coimbra, Miguel Cristovinho e João Pequeno       | 3:58    |  |
| 6.                       | "Tempo pra Quê" (com Player)                | Francisco Pereira, Miguel Coimbra e Miguel Cristovinho                     | 3:57    |  |
| 7.                       | "Assim Assim"                               | Francisco Pereira, Miguel Coimbra, Miguel Cristovinho e Pedro Castro       | 3:10    |  |
| 8.                       | "A Minha Cama"                              | Francisco Pereira, Miguel Coimbra, Miguel Cristovinho e Francesco Meoli    | 3:08    |  |
| 9.                       | "Adeus e as Melhoras"                       | Francisco Pereira, Miguel Coimbra, Miguel Cristovinho e João Só            | 3:32    |  |
| 10.                      | "Eu Sei"                                    | Francisco Pereira, Miguel Coimbra e Miguel Cristovinho                     | 4:04    |  |
| 11.                      | "Mentiras (versão acústica)"                | Francisco Pereira, Miguel Coimbra e Miguel Cristovinho                     | 3:45    |  |
| Duração total:           | Duração total:                              | Duração total:                                                             | 40:53   |  |

| Re-edição 2016 |                                             |                                                                            |         |  |
| N.º            | Título                                      | Compositor(es)                                                             | Duração |  |
| 1.             | "Não Dá"                                    | Francisco Pereira, Miguel Coimbra e Miguel Cristovinho                     | 3:48    |  |
| 2.             | "Agora É Tarde"                             | Francisco Pereira, Miguel Coimbra, Miguel Cristovinho e Pedro de Castro    | 3:39    |  |
| 3.             | "Calma"                                     | Francisco Pereira, Miguel Coimbra e Miguel Cristovinho                     | 3:41    |  |
| 4.             | "Não Faço Questão" (com Gabriel o Pensador) | Francisco Pereira, Miguel Coimbra, Miguel Cristovinho e Gabriel o Pensador | 4:08    |  |
| 5.             | "Primeira Vez" (com João Pequeno)           | Francisco Pereira, Miguel Coimbra, Miguel Cristovinho e João Pequeno       | 3:58    |  |
| 6.             | "Tempo pra Quê" (com Player)                | Francisco Pereira, Miguel Coimbra e Miguel Cristovinho                     | 3:57    |  |
| 7.             | "Assim Assim"                               | Francisco Pereira, Miguel Coimbra, Miguel Cristovinho e Pedro Castro       | 3:10    |  |
| 8.             | "A Minha Cama"                              | Francisco Pereira, Miguel Coimbra, Miguel Cristovinho e Francesco Meoli    | 3:08    |  |
| 9.             | "Adeus e as Melhoras"                       | Francisco Pereira, Miguel Coimbra, Miguel Cristovinho e João Só            | 3:32    |  |
| 10.            | "Eu Sei"                                    | Francisco Pereira, Miguel Coimbra e Miguel Cristovinho                     | 4:04    |  |
| 11.            | "Miudos"                                    |                                                                            | 3:42    |  |
| 12.            | "Joni Lagostim (Radio Edit)"                |                                                                            | 2:53    |  |
| Duração total: | Duração total:                              | Duração total:                                                             | 44:43   |  |

## Ficha técnica

### Músicos
Francisco Pereira: vozes
Miguel Coimbra: vozes
Miguel Cristovinho: vozes

### Participações especiais
Agir: produção, programação e sintetizadores no tema A Minha Cama
Gabriel o Pensador: voz no tema Não Faço Questão
João Só: guitarra acústica, glockensoiel e mellotron em Adeus e as Melhoras
Francesco Meoli: piano no tema Primeira Vez
João Barbosa: produção, mistura, programações, guitarras, piano e violino no tema Eu Sei e guitarra acústica no tema Tempo Pra Quê
Nellson Klasszik: produção e drum programming no tema Tempo Pra Quê
Rui Rodrigues: guitarra elétrica no tema Tempo Pra Quê
Erdzan Saidov: synth no tema Tempo Pra Quê
Player: voz no tema Tempo pra Quê
João Pequeno: precursão, guitarra acústic e voz no tema Primeira Vez
Miguel Silva: precursão no tema Primeira Vez
Dj Link: scratch no tema A Minha Cama
Pedro R. de Castro: Harmónica e guitarra acústica no tema "Assim Assim", Guitarras no tema "Agora é tarde"
João Almeida: voz no tema Eu Sei
Sérgio Silva: escovas no tema Não Dá
Manuel Santiesteban: udo no tema Não Dá
Salvador Seixas: voz no tema Calma
Marta Coimbra: voz no tema Calma
José Luís: voz no tema Calma

### Produção
Edição de audio: Nuno Flor
Notas: Francesco Meoli aparece erradamente creditada como Francisco Meoli na ficha técnica no folheto do álbum mas este facto é corrigido na parte da letra da música. Na edição da Fnac a música Mentiras que é uma versão acústica da música do álbum anterior vem apenas escrita como Mentiras e não consta no folheto do álbum.
Adaptado do folheto do álbum